# Episymploce amamiensis
Episymploce amamiensis är en kackerlacksart som beskrevs av Asahina 1977. Episymploce amamiensis ingår i släktet Episymploce och familjen småkackerlackor. Inga underarter finns listade i Catalogue of Life.